# Casa de Estridsen (Suécia)
A Casa Real de Estridsen na Suécia (em sueco: Estridska ätten) foi uma pequena ramificação de uma dinastia dinamarquesa. Inclui dois reis da Suécia: Magno I (Magnus Nilsson) e Magno II (Magnus Henriksson), e não costuma ser incluída nas listas das casas reais da Suécia. 
Magno I (Magnus Nilsson; n. ca. 1107-m. 1134), parece ter sido escolhido pelos Gotas da Gotalândia, mas rejeitado pelos Suíones da Sueônia, de acordo com o direito que estes tinham a "eles e só eles escolherem e rejeitarem os reis da Suécia". Magno II (Magnus Henriksson; n. ca. 1130-m. 1161), conquistou a coroa da Suécia, ao vencer o rei Érico, o Santo, para a perder passado 1 ano, ao ser derrotado pelo rei Karl Sverkersson.

## Reis da Casa Real de Estridsen na Suécia
1. Magno I (Magnus Nilsson; reinado 1125-1130)
2. Magno II (Magnus Henriksson; reinado 1160-1161)